# ワンチャン by GMO
ワンチャンは、GMO TECHが運営するWebメディア。2019年5月17日開設。2020年6月末を最後に更新が停滞し、2023年現在はリンク切れとなっている。

## 概要
クリエイターやインスタグラマー、YouTuberなどといった、Web上での影響力を持つ個人「インフルエンサー」を主役にした記事を定期配信するWebメディア。「インフルエンサー」の多くはYouTubeやTikTokなどの動画投稿サイトや画像共有アプリのInstagramなどで情報を発信しているが、記事の執筆によって自信を売り込む専用サービスが少なかったことから本サイトが立ち上げられた。
GMO TECHは2019年1月にインフルエンサーマーケティングの専門部署を立ち上げており、本サイトはその事業のひとつとして開設された。
記事は「バズりたい！」「マンガ」「男女のアレコレ」「ゾワゾワ」という独自性のある4つのカテゴリに分けられている。